# Прадель, Эжен де
Пье́р-Мари́-Мише́ль-Эже́н Кульре́ де Праде́ль (фр. Рierre-Marie-Michel-Eugène Coulray de Pradel; 11 апреля 1784, Тулуза, Франция — 11 сентября 1857, Висбаден) — известный французский поэт-импровизатор. Ему приписывают более 150 трагедий, комедий, водевилей и бесчисленное множество мелких произведений: мадригалов, акростихов, сонетов, элегий и т. д.

## Биография
Пьер-Мари-Мишель-Эжен Кулрэ де Прадель родился в 1784 году в Тулузе. Его отец, шевалье Сен-Луи, граф де Прадель в юности был соратником генерала де Вуайе д’Аржансона, однако из-за полученных ран был преждевременно вынужден выйти в отставку в звании капитана кавалерии. С тех пор граф де Прадель жил в своём имении около городка Ломбес. Через год после смерти матери Эжена де Праделя, урождённой Лаваль, в 1791 году, его отец, командовавший легионом национальной гвардии в Тулузе покинул Францию, оставив единственного сына на попечение дальнего родственника и прислуги. Значительные владения графа были на тот момент секвестрованы и проданы.
Во времена Реставрации не раз был судим за политические стихотворения, а в 1821 году посажен в тюрьму. С 1824 года в Париже и в других больших городах Франции начались его сеансы, на которых он якобы «превзошел все, что дала Италия, эта классическая страна импровизаций». Наиболее значительные из произведений де Праделя: «L’incendie de Salins» — стихотворение, сочинённое в течение 17 минут; одноактная комедия «Molière et Mignard a Avignon», сочинённая в течение 5 часов 10 минут на тему, заданную публикой. Составленные наскоро, эти произведения имели, однако, громадный успех. Ему принадлежит также «Cours et leçons d’improvisation».